# Фторсульфонат рубидия
Фторсульфонат рубидия — неорганическое соединение,
соль рубидия и фторсульфоновой кислоты
с формулой RbSO3F,
белые кристаллы.

## Физические свойства
Фторсульфонат рубидия образует белые кристаллы
ромбической сингонии,
пространственная группа P nma,
параметры ячейки a = 0,87812 нм, b = 0,60318 нм, c = 0,75108 нм, Z = 4
.